# Curt von François
Curt Karl Bruno von François, född 2 oktober 1852, död 28 december 1931, var en tysk militär och upptäcktsresande. Han var bror till Hermann von François.
François deltog 1883 i Hermann von Wissmanns Kassaiexpedition och utforskade tillsammans med britten George Grenfell Kongoflodens bifloder Tshuapa och Lulonga (färden behandlad i Die Erforschung des Tschuapa und Loulongo, 1888). Han företog 1887–88 en expedition till Mossi vid floden Volta i nuvarande Burkina Faso, 1891 till Okawango samt reste 1892 i Kalahari. Han utgav senare Deutsch-Südwestafrika (1899).